# Roberto I d'Artois
Roberto I d'Artois (25 settembre 1216 – Mansura, 8 febbraio 1250) fu conte di Artois dal 1226 al 1250.

## Biografia
Era figlio del re francese Luigi VIII detto il Leone e di Bianca di Castiglia, nonché fratello del re Luigi IX detto il Santo.
In conformità alla volontà di suo padre ottenne la Contea di Artois come pure i domini di Saint-Omer, Aire-sur-la-Lys, Hesdin, Bapaume e Lens. Nel 1240 rifiutò di candidarsi al trono tedesco al posto di Federico II, all'epoca scomunicato, rifiutandosi dunque di assecondare il desiderio di papa Gregorio IX; egli inoltre informò Federico del piano papale.
Accompagnò suo fratello alla settima crociata, dove trovò la morte nei pressi di Mansura.

## Famiglia e figli
Roberto era sposato con Matilde di Brabante, figlia del duca Enrico II e di Maria di Hohenstaufen. Figli della coppia furono:
- Bianca d'Artois (1248-1302), che sposò nel 1269 Enrico I, re di Navarra, e poi nel 1284 Edmondo Plantageneto, I conte di Lancaster, di Cornovaglia e di Leicester e
- Roberto II (1250-1302), conte di Artois.

## Ascendenza
|                           |                         |                          | Genitori                     |  |  | Nonni |  |  | Bisnonni             |  |  | Trisnonni           |  |
|                           |                         |                          |                              |  |  |       |  |  | Luigi VII il Giovane |  |  | Luigi VI di Francia |  |
|                           |                         |                          |                              |  |  |       |  |  | Luigi VII il Giovane |  |  | Luigi VI di Francia |  |
|                           |                         | Adelaide di Savoia       |                              |  |  |       |  |  | Luigi VII il Giovane |  |  |                     |  |
| Filippo II di Francia     |                         |                          |                              |  |  |       |  |  | Luigi VII il Giovane |  |  |                     |  |
|                           |                         | Adèle di Champagne       | Tebaldo II di Champagne      |  |  |       |  |  |                      |  |  |                     |  |
|                           |                         | Adèle di Champagne       | Tebaldo II di Champagne      |  |  |       |  |  |                      |  |  |                     |  |
|                           |                         | Adèle di Champagne       | Matilde di Carinzia          |  |  |       |  |  |                      |  |  |                     |  |
| Luigi VIII di Francia     |                         | Adèle di Champagne       |                              |  |  |       |  |  |                      |  |  |                     |  |
|                           |                         | Baldovino V di Hainaut   | Baldovino IV di Hainaut      |  |  |       |  |  |                      |  |  |                     |  |
|                           |                         | Baldovino V di Hainaut   | Baldovino IV di Hainaut      |  |  |       |  |  |                      |  |  |                     |  |
|                           |                         | Baldovino V di Hainaut   | Alice di Namur               |  |  |       |  |  |                      |  |  |                     |  |
| Isabella di Hainaut       |                         | Baldovino V di Hainaut   |                              |  |  |       |  |  |                      |  |  |                     |  |
|                           |                         | Margherita I di Fiandra  | Teodorico di Alsazia         |  |  |       |  |  |                      |  |  |                     |  |
|                           |                         | Margherita I di Fiandra  | Teodorico di Alsazia         |  |  |       |  |  |                      |  |  |                     |  |
|                           |                         | Margherita I di Fiandra  | Sibilla d'Angiò              |  |  |       |  |  |                      |  |  |                     |  |
| Roberto I d'Artois        |                         | Margherita I di Fiandra  |                              |  |  |       |  |  |                      |  |  |                     |  |
|                           | Sancho III di Castiglia | Alfonso VII di León      |                              |  |  |       |  |  |                      |  |  |                     |  |
|                           | Sancho III di Castiglia | Alfonso VII di León      |                              |  |  |       |  |  |                      |  |  |                     |  |
|                           | Sancho III di Castiglia | Berengaria di Barcellona |                              |  |  |       |  |  |                      |  |  |                     |  |
| Alfonso VIII di Castiglia | Sancho III di Castiglia |                          |                              |  |  |       |  |  |                      |  |  |                     |  |
|                           |                         | Bianca Garcés di Navarra | García IV Ramírez di Navarra |  |  |       |  |  |                      |  |  |                     |  |
|                           |                         | Bianca Garcés di Navarra | García IV Ramírez di Navarra |  |  |       |  |  |                      |  |  |                     |  |
|                           |                         | Bianca Garcés di Navarra | Margherita de l'Aigle        |  |  |       |  |  |                      |  |  |                     |  |
| Bianca di Castiglia       |                         | Bianca Garcés di Navarra |                              |  |  |       |  |  |                      |  |  |                     |  |
|                           |                         | Enrico II d'Inghilterra  | Goffredo V d'Angiò           |  |  |       |  |  |                      |  |  |                     |  |
|                           |                         | Enrico II d'Inghilterra  | Goffredo V d'Angiò           |  |  |       |  |  |                      |  |  |                     |  |
|                           |                         | Enrico II d'Inghilterra  | Matilde d'Inghilterra        |  |  |       |  |  |                      |  |  |                     |  |
| Eleonora d'Inghilterra    |                         | Enrico II d'Inghilterra  |                              |  |  |       |  |  |                      |  |  |                     |  |
|                           |                         | Eleonora d'Aquitania     | Guglielmo X di Aquitania     |  |  |       |  |  |                      |  |  |                     |  |
|                           |                         | Eleonora d'Aquitania     | Guglielmo X di Aquitania     |  |  |       |  |  |                      |  |  |                     |  |
|                           |                         | Eleonora d'Aquitania     | Eleonora di Châtellerault    |  |  |       |  |  |                      |  |  |                     |  |
|                           |                         | Eleonora d'Aquitania     |                              |  |  |       |  |  |                      |  |  |                     |  |